# ネーナ
ネーナ（Nena、本名ガブリエレ・ズザンネ・ケルナー Gabriele Susanne Kerner 1960年3月24日 - ）は、ドイツの女性歌手、女優。また、自身がかつてヴォーカルを務めた同名のロックバンドでもある。1983年に発表したバンド名義の代表曲『ロックバルーンは99』（原題：99 Luftballons）の世界的ヒットが知られる。

## 経歴

### デビューと世界的ヒット

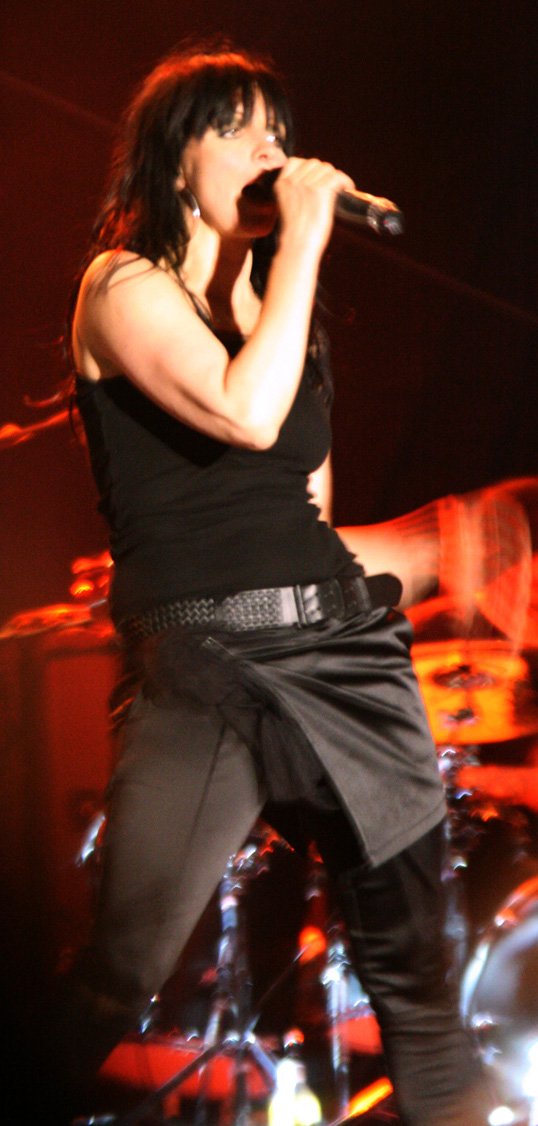
ネーナ（2008年）

ノルトライン・ヴェストファーレン州ハーゲン出身といわれることが多いが、実際はその隣町ブレッカーフェルト（Breckerfeld）の生まれで（生家が現存する）、両親及び妹弟と共に幼時にハーゲンに移った。また芸名「ネーナ」がズザンネの愛称といわれていたがこれも誤りである。ドイツ人は休暇先として好んでスペインに行くが、スペイン語で「小さな女の子」を意味する「ニーニャ」が語源で（英語のlittle　girlすなわち「小さな女の子」あるいは「愛しい人」の意）、彼女は3歳の頃から周囲に「ネーナ」の愛称で呼ばれていた。なお日本では英語読みのニーナとも呼ばれた。
ハーゲンのギムナジウムに通っていたが17歳で中退し、手に職をつけるために両親の勧めで金細工の技術を習う。1977年11月にハーゲンのディスコでギタリストのライナー・キッツマンと知り合い、そのバンドThe Stripesのヴォーカルに誘われたのが彼女の音楽活動の始まりだった。1978年にはライヴに登場。翌年最初のシングル『Strangers』を、1980年にはLPレコード『The Stripes』を発表、シングルの方はそこそこだがLPはあまり売れなかった。1981年、バンドは解散。
ネーナは当時の伴侶であるThe Stripesの元ドラマー、ロルフ・ブレンデルとともに西ベルリンに移る。二人はそこで知り合ったキーボードのウヴェ・ファーレンクローク＝ペーターゼン、ベーシストのユルゲン・デーメル、ギタリストのカルロ・カルゲスと共にロックバンド『ネーナ』を結成し、1982年に最初のシングル『Nur geträumt』を発表。テレビにも出演して知名度が急上昇した。

翌1983年、2枚目のシングル『ロックバルーンは99』を発表。ドイツ国内でヒットチャート1位を獲得するにとどまらず、この曲を偶然聞いたカリフォルニア州のDJの耳にとまってアメリカ西海岸のラジオを通じて大ヒット、ついにはアメリカ国内チャート2位を獲得し、そこから火がついて全世界（スイス、オーストリア、イギリス、オランダ、スウェーデン、ポーランド、ニュージーランド、オーストラリア、日本、カナダ、メキシコ、コロンビアでヒットチャート1位）での大ヒットとなった。この曲はヨーロッパでは反戦歌として定着している。1984年の来日公演では、持ち歌が少なかったこともあり、同楽曲を4度も演奏した。

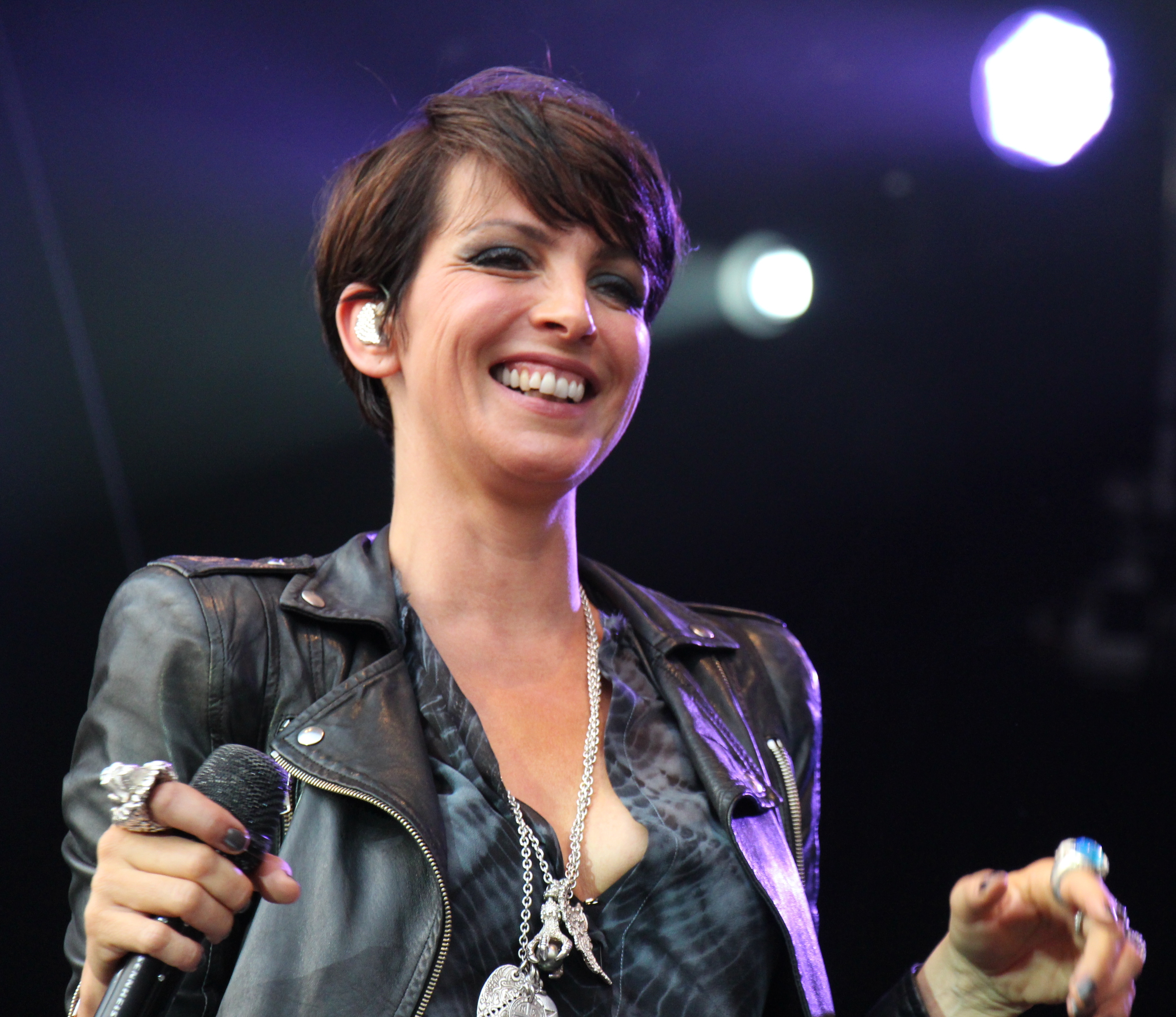
ネーナ（2013年）

### 低迷とカムバック
1983年にはドイツのコメディ映画にも出演。しかしその後発表したシングルに数曲のヒットがあったものの、次第に人気が衰えた。映画出演で知り合った俳優との間に最初の子供を妊娠してバンドは活動休止に追い込まれ、そして1987年に解散した。この俳優との間には3子が出来たが1992年に離別。12歳年下のドラマーと交際を始めてハンブルクに引っ越し、二児をもうけている。
バンド「ネーナ」解散後も、ネーナ自身は1989年からソロ活動を続けていた。子育ての時期の楽曲は子供向けの性格が強く、あまりヒットしなかった。音楽活動の傍らテレビに声優、司会者などとして出演していたが、歌手としての彼女は完全に忘れられつつあった。ところがドイツにおける長期的な'80年代ブームの中、2002年に「ネーナ」の元キーボード、ウヴェ・ファーレンクローク＝ペーターゼンと組んでかつての大ヒット曲『ロックバルーンは99』を新ヴァージョンで発表すると人気が復活、奇跡的なカムバックを果たした。
2005年に発表したシングル『Liebe ist』は、ドイツの人気ドラマ『Verliebt in Berlin』の主題歌になったこともあり、『ロックバルーンは99』以来22年ぶりのヒットチャート1位を獲得した。アルバム『Willst du mit mir gehn』もヒットチャート2位を記録。同年にはフランクフルト・ブックフェアでアルバムと同名の自伝を発表、その年3位の売上となりベストセラーになった。ドイツ、オーストリア、スイスでのツアーも開始。携帯電話のコマーシャルにも出演。2007年にはマレーネ・ディートリヒのカヴァー曲を発表している。ただしかつてのようなドイツ語圏の枠を超えてのヒットは今のところ見られない。
2007年、自らの学校体験などを活かしてハンブルク郊外に民主的な運営の学校を設立した。

## 作品
The Stripes
- 1980: The Stripes

Nena (band)
- 1983: Nena
- 1984: ? (Fragezeichen)
- 1984: 99 Luftballons
- 1985: Feuer und Flamme
- 1985: It's All in the Game
- 1986: Eisbrecher

Nena (solo)
- 1989: Wunder gescheh'n
- 1992: Bongo Girl
- 1994: Und alles dreht sich
- 1997: Jamma nich
- 1998: Wenn alles richtig ist, dann stimmt was nich
- 2001: Chokmah
- 2002: Nena feat. Nena
- 2005: Willst du mit mir gehn
- 2007: Cover Me
- 2009: Made in Germany
- 2012: Du bist gut
- 2015: Oldschool
- 2020: Licht [1]